# نارانول
نارانول(به انگلیسی: Naranol) (W-5494A) دارویی با ساختاری شبه سه‌حلقه‌ای است. در اواخر دهه ۱۹۶۰ سنتز شد و گزارش شد که دارای خاصیت ضد افسردگی، ضد اضطراب و ضد روان پریشی است، اما هرگز به بازار عرضه نشد.